# Zdravko Počivalšek
Zdravko Počivalšek (ur. 25 listopada 1957) – słoweński menedżer, agronom i polityk, od 2014 do 2022 minister rozwoju gospodarczego i technologii, w latach 2020–2022 również wicepremier, lider Partii Nowoczesnego Centrum oraz ugrupowania Konkretno.

## Życiorys
Z wykształcenia inżynier agronom. Pracował w kombinacie rolnym, jako prezes spółdzielni działającej w tym sektorze i jako dyrektor przedsiębiorstwa mleczarskiego. W 1999 objął kierownictwo w centrum wypoczynkowym, przekształconym następnie w Terme Olimia.
W 2014 związał się z nowo powstałą Partią Mira Cerara (później przemianowaną na Partię Nowoczesnego Centrum). W grudniu tegoż roku objął funkcję ministra rozwoju gospodarczego i technologii w rządzie Mira Cerara. W wyborach w 2018 uzyskał mandat posła do Zgromadzenia Państwowego. We wrześniu tego samego roku ponownie stanął na czele dotychczasowego resortu, dołączając do gabinetu Marjana Šarca. We wrześniu 2019 został nowym przewodniczącym Partii Nowego Centrum.
W lutym 2020 jego partia weszła w skład nowej centroprawicowej koalicji, która wysunęła Janeza Janšę na urząd premiera. W marcu 2020 w jego nowym gabinecie pozostał na funkcji ministra rozwoju gospodarczego i technologii. Objął też funkcję wicepremiera w tym rządzie. W grudniu 2021 został przewodniczącym ugrupowania Konkretno powstałego z połączenia SMC z partią GAS. W 2022 jego ugrupowanie nie uzyskało poselskiej reprezentacji, w czerwcu tegoż roku zakończył pełnienie funkcji rządowych. W czerwcu 2023 odszedł ze stanowiska przewodniczącego partii. W tym samym roku dołączył do rady ekspertów Słoweńskiej Partii Demokratycznej.